# Piotrków-Kolonia
Piotrków-Kolonia – wieś w Polsce położona w województwie lubelskim, w powiecie lubelskim, w gminie Jabłonna.
W latach 1975–1998 miejscowość należała administracyjnie do województwa lubelskiego.
Wieś stanowi sołectwo gminy Jabłonna.
Wierni Kościoła rzymskokatolickiego należą do parafii Chrystusa Dobrego Pasterza w Piotrkowie.